# Amy (Oise)
Amy is een gemeente in het Franse departement Oise (regio Hauts-de-France) en telt 345 inwoners (1999). De plaats maakt deel uit van het arrondissement Compiègne.

## Geografie
De oppervlakte van Amy bedraagt 12,7 km², de bevolkingsdichtheid is 27,2 inwoners per km².

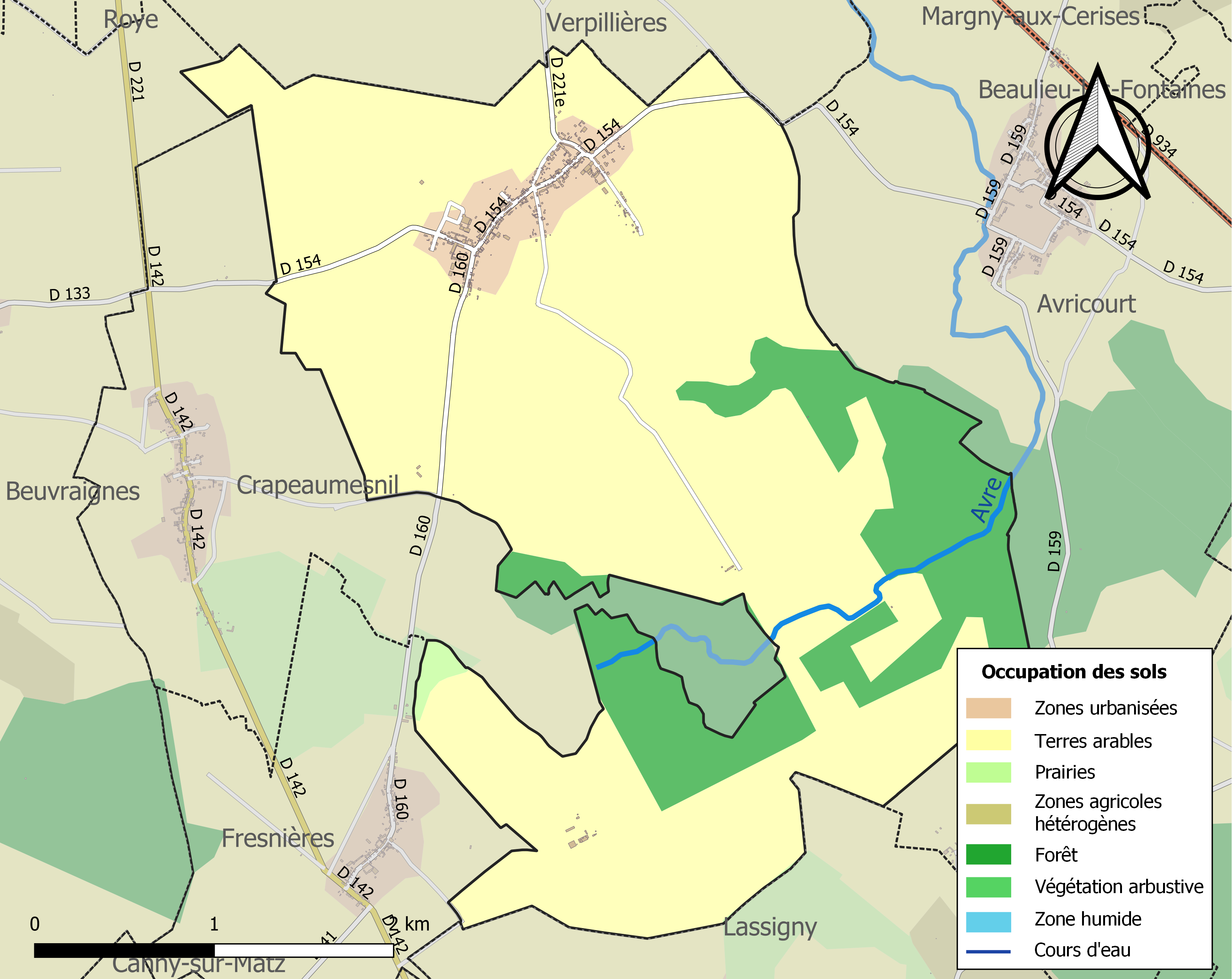
Kaart van de gemeente met de belangrijkste infrastructuur, bodemgebruik en omliggende gemeenten

## Demografie
Onderstaande figuur toont het verloop van het inwonertal (bron: INSEE-tellingen).